# Comuna Ostanine, Lenine
Ostanine (în ucraineană Останіне) este o comună în raionul Lenine, Republica Autonomă Crimeea, Ucraina, formată din satele Ostanine (reședința), Pesocine și Zelenîi Iar.

## Demografie
Componența lingvistică a comunei Ostanine
     Rusă (75,16%)
     Tătară crimeeană (13,41%)
     Ucraineană (10,5%)
     Alte limbi (0,34%)
Conform recensământului din 2001, majoritatea populației comunei Ostanine era vorbitoare de rusă (75,16%), existând în minoritate și vorbitori de tătară crimeeană (13,41%) și ucraineană (10,5%).